# Chloantyt
Chloantyt – minerał z gromady arsenków, należy do minerałów rzadkich. Nazwa pochodzi od gr. chloantes (khloantes) – zielonkawy, nawiązując do charakterystycznych nalotów, którymi pokrywa się minerał podczas wietrzenia. 

## Właściwości
Krystalizuje w układzie regularnym. Tworzy kryształy o postaci sześcianu, czasami ośmiościanu lub dwunastościanu rombowego; zwykle narosłe. Często występuje w formie bliźniaków. Zazwyczaj występuje w skupieniach zbitych, skorupowych, wrosłych, narosłych, wpryśniętych, ziarnistych, nerkowatych, groniastych, żyłek, impregnacji i powłok. Jest kruchy i nieprzezroczysty. Podczas wietrzenia pokrywa się zielonym nalotem kwiatu niklowego (annabergit). Jest izomorficzny ze skutterudytem, z którym tworzy ciągły roztwór stały (ogniwem pośrednim jest smaltyn). Niekiedy zawiera kobalt, żelazo, bizmut. Rozpuszcza się w kwasie azotowym. 

## Występowanie
Występuje w utworach hydrotermalnych (średnich i wysokich temperatur) oraz również kontaktowo-metasomatycznych. Najczęściej występuje w żyłach kruszców: srebra, niklu, kobaltu, bizmutu, uranu. Towarzyszą mu nikielin, saffloryt, rammelsbergit, proustyt, argentyt, galena, arsen rodzimy, smaltyn, skutterudyt, maucheryt, kobaltyn, arsenopiryt, piryt, chalkopiryt, baryt, kalcyt, rodzime srebro i bizmut, fluoryt i kwarc.

## Miejsce występowania
Niemcy – Saksonia, Annaberg, Wittichen, Schwarzwald, Turyngia, Hesja, Austria – Schladming, Czechy – Jachymov, Hiszpania – Gistan w Huesca, Francja – Alzacja, Maroko – Bou Azzer, Kanada – Ontario, USA – New Jersey.
W Polsce stwierdzony na Dolnym Śląsku koło Wałbrzycha w żyłach kalcytowych wśród gnejsów, w Miedziance, w Kowarach oraz w okolicach Lubina.

## Zastosowanie
- Stanowi podrzędną rudę niklu.
- Interesuje kolekcjonerów.
- Piękne kryształy (ponad 2 cm) pochodzą z Niemiec i Maroka.